# Parevania albitarsis
Parevania albitarsis är en stekelart som först beskrevs av Cameron 1899.  Parevania albitarsis ingår i släktet Parevania och familjen hungersteklar. Inga underarter finns listade i Catalogue of Life.